# Fosseuse
Fosseuse est une ancienne commune française située dans le département de l'Oise en région Hauts-de-France, devenue, le 1er janvier 2016, une commune déléguée de la commune nouvelle de Bornel.

## Géographie
Placée au cœur de la vallée de l'Esches, Fosseuse est située à trente minutes de Beauvais et à une heure de Paris.

## Politique et administration
| Période                                  | Période                   | Identité                                 | Étiquette | Qualité                                                                                            |
| ---------------------------------------- | ------------------------- | ---------------------------------------- | --------- | -------------------------------------------------------------------------------------------------- |
| 1876                                     | 1888                      | Florian de Kergorlay                     |           | Capitaine des Gardes mobiles de l'Oise                                                             |
| 1888                                     | 1903                      | Geoffroy de Kergorlay Frère du précédent |           | Officier de cavalerie                                                                              |
| 1903                                     | 1923                      | Jean de Kergorlay Frère du précédent     |           | Officier de cavalerie                                                                              |
| Les données manquantes sont à compléter. |                           |                                          |           | |
| avant 1995                               | En cours (au 25 mai 2016) | Jean-Pierre Mayot                        | DVD       | retraité cadre commercial Réélu pour le mandat 2014-2020 Devient maire délégué le 1er janvier 2016 |

## Démographie

### Évolution démographique
L'évolution du nombre d'habitants est connue à travers les recensements de la population effectués dans la commune depuis 1793. À partir du 1er janvier 2009, les populations légales des communes sont publiées annuellement dans le cadre d'un recensement qui repose désormais sur une collecte d'information annuelle, concernant successivement tous les territoires communaux au cours d'une période de cinq ans. 
Pour les communes de moins de 10 000 habitants, une enquête de recensement portant sur toute la population est réalisée tous les cinq ans, les populations légales des années intermédiaires étant quant à elles estimées par interpolation ou extrapolation. Pour la commune, le premier recensement exhaustif entrant dans le cadre du nouveau dispositif a été réalisé en 2007,.
En 2013, la commune comptait 743 habitants, en évolution de +0,68 % par rapport à 2008 (Oise : +2,14 %, France hors Mayotte : +2,49 %).
| 1793 | 1800 | 1806 | 1821 | 1831 | 1836 | 1841 | 1846 | 1851 |
| ---- | ---- | ---- | ---- | ---- | ---- | ---- | ---- | ---- |
| 140  | 139  | 164  | 191  | 167  | 168  | 164  | 171  | 169  |

| 1856 | 1861 | 1866 | 1872 | 1876 | 1881 | 1886 | 1891 | 1896 |
| ---- | ---- | ---- | ---- | ---- | ---- | ---- | ---- | ---- |
| 201  | 204  | 232  | 202  | 193  | 182  | 213  | 190  | 195  |

| 1901 | 1906 | 1911 | 1921 | 1926 | 1931 | 1936 | 1946 | 1954 |
| ---- | ---- | ---- | ---- | ---- | ---- | ---- | ---- | ---- |
| 206  | 194  | 212  | 203  | 175  | 196  | 175  | 165  | 172  |

| 1962 | 1968 | 1975 | 1982 | 1990 | 1999 | 2007 | 2011 | 2013 |
| ---- | ---- | ---- | ---- | ---- | ---- | ---- | ---- | ---- |
| 180  | 194  | 228  | 572  | 677  | 742  | 733  | 739  | 743  |

### Pyramide des âges
La population de la commune est relativement jeune. Le taux de personnes d'un âge supérieur à 60 ans (15,4 %) est en effet inférieur au taux national (21,6 %) et au taux départemental (17,5 %).
Contrairement aux répartitions nationale et départementale, la population masculine de la commune est supérieure à la population féminine (52 % contre 48,4 % au niveau national et 49,3 % au niveau départemental).
La répartition de la population de la commune par tranches d'âge est, en 2007, la suivante :
- 52 % d’hommes (0 à 14 ans = 22 %, 15 à 29 ans = 16,8 %, 30 à 44 ans = 19,7 %, 45 à 59 ans = 26 %, plus de 60 ans = 15,5 %) ;
- 48 % de femmes (0 à 14 ans = 18,2 %, 15 à 29 ans = 17 %, 30 à 44 ans = 21,6 %, 45 à 59 ans = 27,8 %, plus de 60 ans = 15,3 %).

| Hommes | Classe d’âge | Femmes |
| ------ | ------------ | ------ |
| 0,0    | 90 ans ou +  | 0,0    |
| 4,5    | 75 à 89 ans  | 3,7    |
| 11,0   | 60 à 74 ans  | 11,6   |
| 26,0   | 45 à 59 ans  | 27,8   |
| 19,7   | 30 à 44 ans  | 21,6   |
| 16,8   | 15 à 29 ans  | 17,0   |
| 22,0   | 0 à 14 ans   | 18,2   |

| Hommes | Classe d’âge | Femmes |
| ------ | ------------ | ------ |
| 0,2    | 90 ans ou +  | 0,8    |
| 4,5    | 75 à 89 ans  | 7,1    |
| 11,0   | 60 à 74 ans  | 11,5   |
| 21,1   | 45 à 59 ans  | 20,7   |
| 22,0   | 30 à 44 ans  | 21,6   |
| 20,0   | 15 à 29 ans  | 18,5   |
| 21,3   | 0 à 14 ans   | 19,9   |

## Culture locale et patrimoine

### Lieux et monuments
- Château renaissance

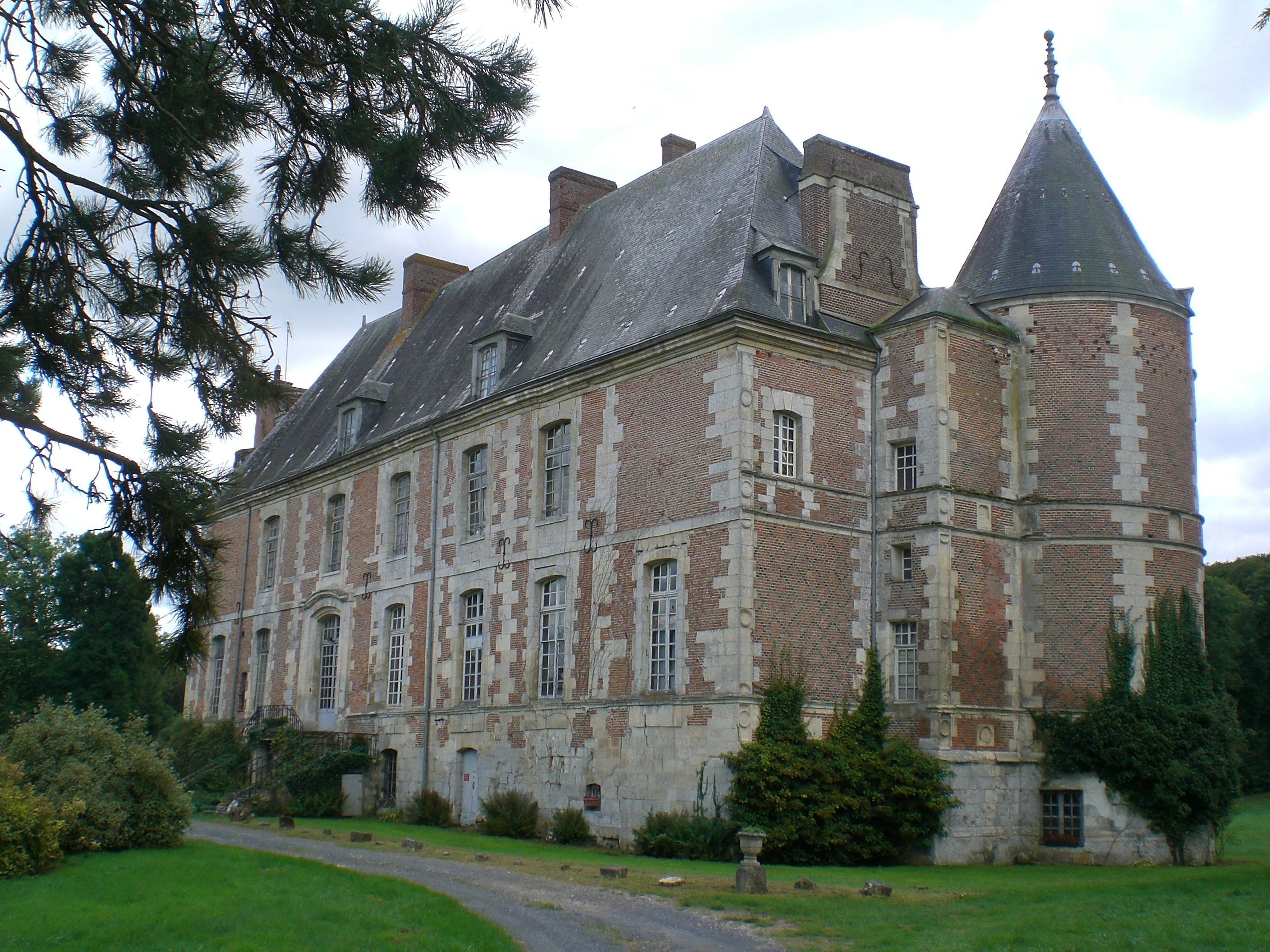
Le château.

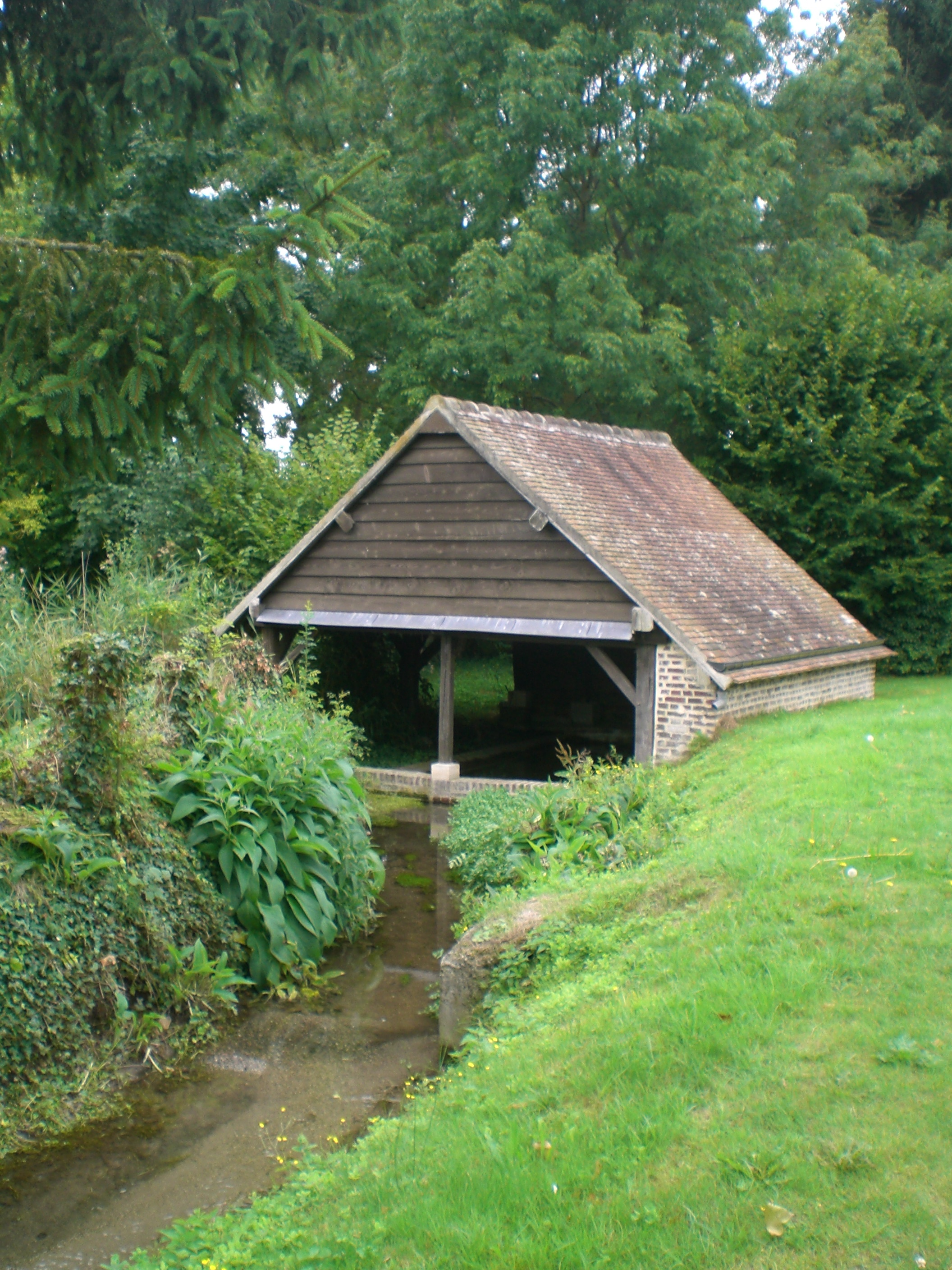
L'Esches.

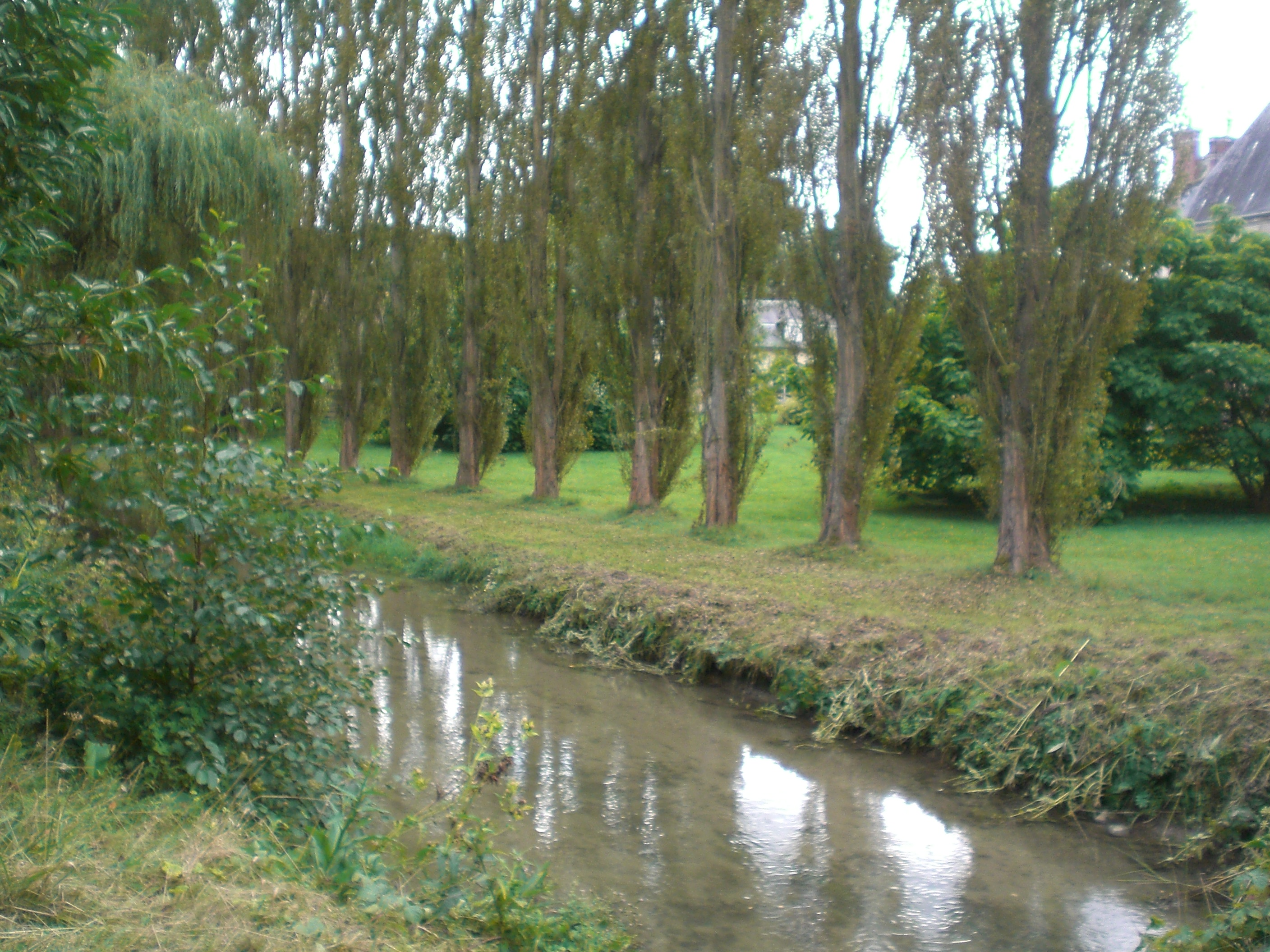
Parc du château.

- Église Saint-Michel-et-Saint-Claude

Placée sous l'invocation de saint Michel et de saint Claude, l'église paroissiale de Fosseuse fut, au XVIe siècle, la chapelle du château édifié par la famille de Montmorency. Aujourd'hui, il ne reste que le chœur datant de cette époque. Sous celui-ci, un caveau renfermerait les restes de plusieurs membres de cette famille, qui resta propriétaire de la terre de Fosseuse pendant plus de 200 ans. 
Une nef unique non voûtée post-XVIIe/XVIIIe siècle et un chœur polygone à pans coupés et légèrement plus élevé. Un  chevet en arc de cercle et une abside isolée par un mur avec deux portes de petites dimensions en plein cintre. Absence de transept, petit clocheton de bois 8 vitraux et 8 niches destinées à abriter des statues (saint Antoine de Padoue, sainte Philomène, saint Denis, le Bon Pasteur, en terre cuite vernissée) datant du XVIIIe et volées dans les années 1970.
Une pierre a également été découverte enterrée près de l'église. On y trouve plusieurs inscriptions : "Claude de Montmorency, Baron de Fosseulx"
"Faict le 9ième jour ..."
"1536"
On y trouve également gravées les armoiries de la famille des Montmorency-Fosseulx.
Cette pierre aurait fait partie d'un tombeau se trouvant dans la crypte, sous le chœur.
En 1998, les élus de la communauté de communes des Sablons ont pris la décision de restaurer les sites et monuments d'intérêt architectural et historique de la communauté : églises, châteaux, mairies, tours, lavoirs. C'est ainsi qu'en 2000 les premiers travaux ont pu commencer. En ce qui concerne l'église de Fosseuse, l'objectif premier était d'affirmer la différenciation entre le chœur XVIe et la nef, pots XVIIe/XVIIIe. C'est donc en octobre 2005 que la restauration a débuté, sous la responsabilité de François Pierre Guignard, architecte.
Autour de l'église a été réalisé un drain destiné à évacuer le surplus d'eau du sol. Les toitures du chœur et de la nef furent également restaurées en utilisant des ardoises (chœur) et des tuiles plates (nef). La charpente a été révisée, la couverture du clocher vérifiée et un paratonnerre ainsi que le coq ont été installés. Les façades de l'église ont été révisées tout comme les panneaux des vitraux, et des travaux d'accompagnement aux travaux de couverture ont été réalisés. Enfin, l'horloge a été remise en fonction.
Un décor de faux appareillage a été réalisé sur les murs du chœur et un badigeon a été effectué sur ceux de la nef. Le mobilier de l'église a également pu bénéficier de restauration, tout comme la statuaire. Un nettoyage du sol a été effectué et un lambris menuisé a été installé sur le soubassement afin d'assainir le bas des murs. Enfin, une installation électrique a été ajoutée.
- Lavoirs.

### Personnalités liées à la commune
- Françoise de Montmorency-Fosseux.